# Michele Weaver

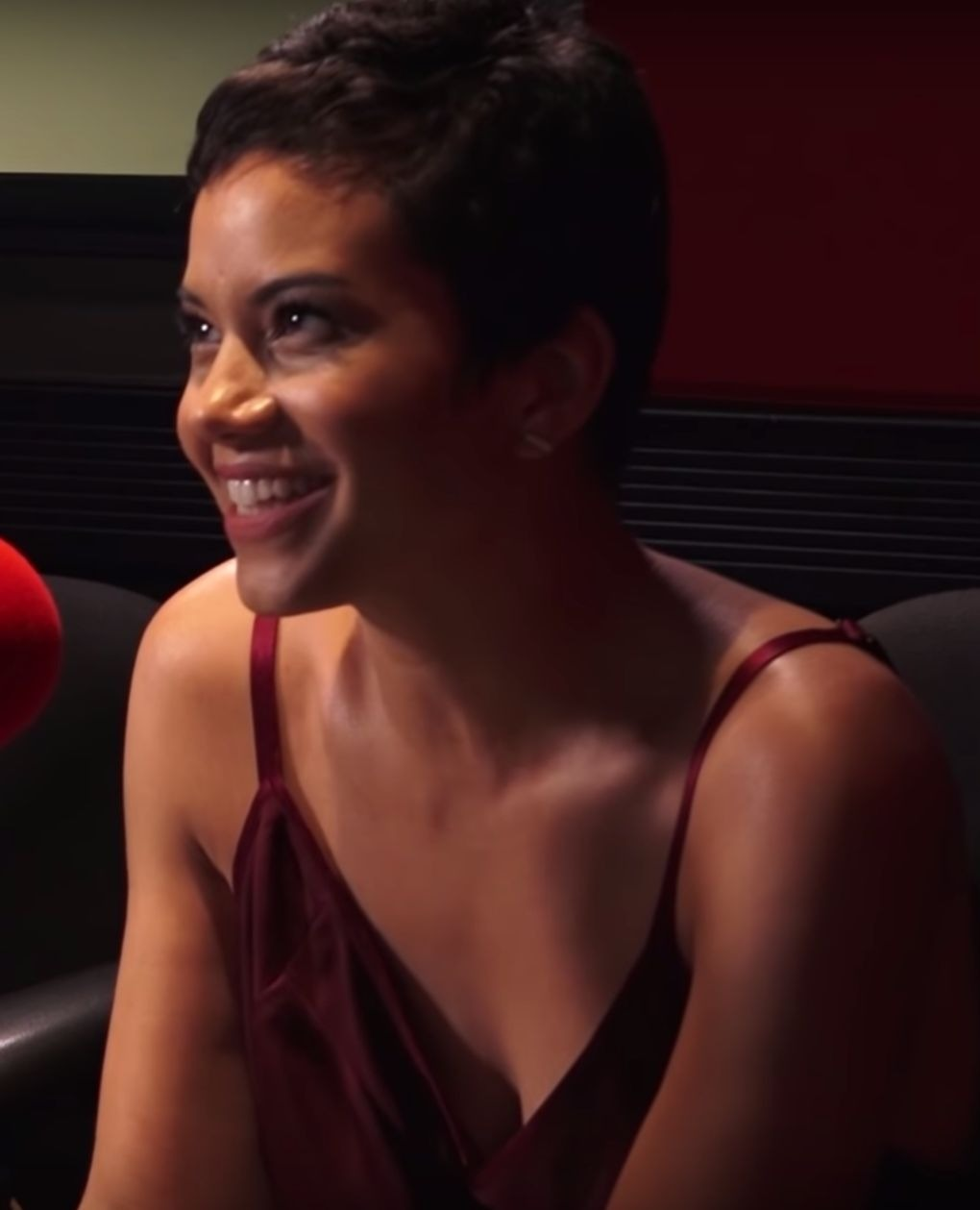
Michele Weaver (2018)

Michele Berniece Weaver (* in Littleton, Colorado) ist eine US-amerikanische Schauspielerin für Fernseh-, Film- und Theaterproduktionen.

## Leben
Weaver ist die Tochter einer haitianischen Mutter, ihr Vater stammt aus Colorado. Sie ist Absolventin der Pepperdine University. Weaver begann Anfang der 2010er Jahre ihre Schauspielkarriere in Kurzfilmen und einer Nebenrolle in einem Spielfilm und verkörperte 2013 in der Fernsehserie The Cost of Living in insgesamt fünf Episoden die Rolle der Amber Gray. 2014 verkörperte sie im Kurzfilm Diana Leigh die gleichnamige Hauptrolle. 2016 übernahm sie neben einer Nebenrolle in Superpowerless auch eine der Hauptrollen im Fernsehfilm 2 Lava 2 Lantula!. 2018 spielte sie in zehn Episoden der Fernsehserie Love Is_ mit. 2020 verkörperte sie die Rolle der Luly Perry in insgesamt zehn Episoden der Fernsehserie Council of Dads.

## Filmografie
- 2011: One Night at Monich's (Kurzfilm)
- 2012: Unidentified (Kurzfilm)
- 2012: Death Suspects a Murder
- 2013: The Cost of Living (Fernsehserie, 5 Episoden)
- 2013: Fox Shortcoms Comedy Hour (Fernsehserie, Pilotfolge)
- 2014: Day Job (Fernsehserie, Episode 1x04)
- 2014: Diana Leigh (Kurzfilm)
- 2014: The Miracle of Tony Davis
- 2014: Emancipation (Kurzfilm)
- 2015: The Daughters of Eve (Kurzfilm)
- 2015: Sister Code
- 2015: Switched at Birth (Fernsehserie, Episode 4x12)
- 2015: SnowPiffs (Fernsehserie, Episode 1x01)
- 2015: A Teacher's Obsession (Fernsehfilm)
- 2016: Cooper Barrett's Guide to Surviving Life (Fernsehserie, Episode 1x08)
- 2016: Superpowerless
- 2016: 2 Lava 2 Lantula! (Fernsehfilm)
- 2017: Illicit
- 2018: Love Is_ (Fernsehserie, 10 Episoden)
- 2018: Cathedrals (Kurzfilm)
- 2019: Nighthawks
- 2019: Portals (Sprechrolle)
- 2019: Dolly Partons Herzensgeschichten (Dolly Parton’s Hearstrings) (Fernsehserie, Episode 1x03)
- 2019–2020: Briarpatch: Texas Kills! (Fernsehserie, 2 Episoden)
- 2020: Council of Dads (Fernsehserie, 10 Episoden)
- 2021: I Forgive